# إينغليز فليتشير
إينغليز فليتشير (بالإنجليزية: Inglis Fletcher)‏ (1879، ألتون في الولايات المتحدة - 1969)؛ روائية أمريكية.